# 12718 Le Gentil
12718 Le Gentil eller 1991 LF1 är en asteroid i huvudbältet som upptäcktes den 6 juni 1991 av den belgiske astronomen Eric W. Elst vid La Silla-observatoriet. Den är uppkallad efter den franske astronomen Guillaume Le Gentil.
Asteroiden har en diameter på ungefär 4 kilometer.